# Shashank Khaitan
Shashank Khaitan (Calcutta, 28 febbraio 1982) è un regista, sceneggiatore e produttore cinematografico indiano.

## Filmografia
Regista e sceneggiatore
- Humpty Sharma Ki Dulhania (2014)
- Badrinath Ki Dulhania (2017)
- Dhadak (2018)

Regista
- Hero (2018) - Film TV

Sceneggiatore
- Dil Bechara(2020) - Adattamento

Produttore
- Chandigarh Mein(2019) - Cortometraggio
- Good Newwz (2019)
- Bhoot: Part One - The Haunted Ship (2020)

Attore
- Ishaqzaade, regia di Habib Faisal (2012)